# 塞尔韦拉德拉卡尼亚达
塞尔韦拉德拉卡尼亚达，是西班牙阿拉贡自治区萨拉戈萨省的一个市镇。 总面积29平方公里，总人口332人（2001年），人口密度11人/平方公里。